# Високи Дечани
Манастирът Високи Дечани, Манастирът Дечани, Дечанският манастир или само Дечани (на сръбски: Манастир Високи Дечани или Manastir Visoki Dečani; на албански: Manastir Visoki Dečani) е сръбски средновековен православен манастир в Косово. В него почиват мощите на сръбския крал Стефан Урош III Дечански (кръстен от следовниците си по името на манастира), което прави мястото център за поклонение. Кралският ковчег се намира в манастирския параклис, преди иконостаса. В църквата Христос Пантократор се пази ансамбъл от средновековни стенописи на славяновизантийското изкуство. Строежът на църквата е започнат през последните години от управлението на Стефан Дечански, и е завършен от неговия син и престолонаследник Стефан Душан.

## Местоположение
Манастирът се намира над село Дечани, на около 17 км южно от Печ. Той е планински и е разположен в полите на масива Проклетия, западно от Метохия – близо до границата между Косово, Албания и Черна гора.

## История
Манастирът е най-голямата сграда в средновековна Сърбия, и е построен в годините 1328 – 1335 от францисканския монах Фра Вито от Котор, като последен дом за крал Стефан Урош. Църквата представлява петкорабна базилика. Високите колони и готическите прозорци говорят за силно западно влияние. На главния вход на църквата, и на колоните, се намират произведения на каменоделското изкуство, като седящата фигура на Христос Пантократор, глави на лъвове и скулптури на лъвове. Стенописите изографисани в периода 1335 – 1350, са сред най-впечатляващите примери за т.нар. „палеоложко възраждане“ в изобразителното изкуство на православните страни, намиращи се традиционно във византийска сфера на влияние. Тук са портретите с владетелите от родословието на Неманичите. Следствие от канонизирането на крал Стефан Урош III Дечански за светец по времето на Стефан Лазаревич (в началото на 15 век), и от написаното негово житие на българския писател Григорий Цамблак (1402 – 1409 игумен на манастира), мястото бързо продобива голяма слава, и е предпочитана цел за поклонение по време на османското владичество.
Художественото значение на манастира се състои в изцяло обрисуваната негова църква със стенописи. Изрисувана е в чест и в памет на крал Стефан Урош III, към което име се добавя суфикса „Дечански“. Днес манастирът е център на култа към Свети Стефан Урош III Дечански. Неговият син, цар Стефан Душан (царува в годините 1346 – 1355), след приключване на строителството освещава манастира на името на баща си.
Манастирската църква е богато украсена със стенописи. Те представляват най-добрия ансамбъл от стенописна живопис на Балканите през Средновековието. Хранилището на църквата притежава ценни икони от 14 до 16 век, и други църковни произведения на изкуството. Мястото с гроба на Свети Стефан Дечански е важно за православието, като център за поклонение. Саркофагът е от изографисано дърво, и той стои на мраморен постамент, около който поклонниците минават лазейки. До този на Стефан Дечански се намира и саркофага с мощите на сестра му Анна-Неда, българската царица и първа съпруга на цар Михаил III Асен. Тя е канонизирана от сръбската православна църква като Света Елена Дечанска.

## Световно културно наследство
През 2004 г. манастирът е обявен от ЮНЕСКО за паметник на Световно културно наследство. В същото време, заради правния статус на Косово и трудната ситуация със сигурността в страната, комплексът е вписан в червения списък на застрашеното световно културно наследство.